# Olympische Winterspiele 2006/Teilnehmer (San Marino)
San Marino nahm an den Olympischen Winterspielen 2006 im italienischen Turin mit einem Athleten teil.

## Teilnehmer nach Sportarten

### Ski alpin
Wie schon vier Jahre zuvor bei den Olympischen Winterspielen 2002 in Salt Lake City nahm San Marino mit einem Skirennfahrer an den Olympischen Winterspielen teil. Der 18-Jährige Marino Cardelli war der am schlechtesten Platzierte der sich für den Riesenslalom qualifizieren konnte und startete als Letzter. Wie insgesamt 33 anderer Skirennläufer könnte er den ersten Lauf des Riesenslaloms nicht beenden.
| Athleten        | Wettbewerbe  | 1. Lauf | 1. Lauf | 2. Lauf       | 2. Lauf       |
| Athleten        | Wettbewerbe  | Zeit    | Rang    | Zeit          | Rang          |
| --------------- | ------------ | ------- | ------- | ------------- | ------------- |
| Männer          |              |         |         |               |               |
| Marino Cardelli | Riesenslalom | DNF     | DNF     | ausgeschieden | ausgeschieden |